# Summit Lake (Wisconsin)
Summit Lake es un lugar designado por el censo ubicado en el condado de Langlade en el estado estadounidense de Wisconsin. En el Censo de 2010 tenía una población de 144 habitantes y una densidad poblacional de 44,87 personas por km².

## Geografía
Summit Lake se encuentra ubicado en las coordenadas 45°22′39″N 89°11′57″O / 45.37750, -89.19917. Según la Oficina del Censo de los Estados Unidos, Summit Lake tiene una superficie total de 3.21 km², de la cual 2.08 km² corresponden a tierra firme y (35.27%) 1.13 km² es agua.

## Demografía
Según el censo de 2010, había 144 personas residiendo en Summit Lake. La densidad de población era de 44,87 hab./km². De los 144 habitantes, Summit Lake estaba compuesto por el 97.92% blancos, el 0% eran afroamericanos, el 0% eran amerindios, el 0.69% eran asiáticos, el 0% eran isleños del Pacífico, el 0% eran de otras razas y el 1.39% pertenecían a dos o más razas. Del total de la población el 0% eran hispanos o latinos de cualquier raza.